# Titularbistum Gazera
Gazera ist ein Titularbistum der römisch-katholischen Kirche. 
Es geht zurück auf ein untergegangenes Bistum der antiken Stadt Gezer (Gazara) im westlichen Palästina (in der Spätantike römische Provinz Palaestina Prima) und gehörte der Kirchenprovinz Caesarea in Palaestina an.
| Titularbischöfe von Gazera |                               |                                        |               |                   |
| Nr.                        | Name                          | Amt                                    | von           | bis               |
| 1                          | Patrick Joseph Byrne MM       | Apostolischer Delegat in Korea         | 7. April 1949 | 25. November 1950 |
| 2                          | Ángel Rodríguez Gamoneda OESA | Apostolischer Vikar von Iquitos (Peru) | 8. Mai 1955   | 4. September 1985 |